# Joint Direct Attack Munition
Joint Direct Attack Munition (JDAM, dansk: "Fællesværns direkte angrebsammunition") er et styringssystem, der kan konvertere en standard-flybombe eller "dum bombe" til en præcisionsbombe, eller "smart bomb". Bomber påmonteret med JDAM styres mod målet af et inertinavigationssystem integreret med et GPS-system, som giver dem en rækkevidde på op til 28 kilometer. JDAM-udstyret kan monteres på bomber fra 227 til 907 kilo. Når en bombe monteres med JFAM-systemet, ændres dens tekniske betegnelse fra eksempelvis Mark 8x eller BLU (Bomb, Live Unit) til GBU (Guided Bomb Unit).
JDAM er i sig selv ikke et våben, men et system, der påmonteres en flybombe og gør den i stand til at styre mod en geografisk lokalitet med høj præcision. Nøglekomponenterne i systemet er halesektionen, hvor styrecomputeren er placeret sammen med GPS- og INS-systemerne, samt styrefinnerne.
JDAM skulle forbedre præcisionen i forhold til de laser- og infrarøde præcisionsbombesystemer, som tidligere var i brug, og som ikke altid var pålidelige i dårligt vejr eller i udfordrende terræn. JDAM kan også være udstyret med lasersystemer.
Fra 1998 til 20. august 2013 leverede Boeing over 250.000 JDAM-sæt og producerede over 40 sæt om dagen.

## Etymologi
JDAM's styringssystem blev udviklet i fællesskab mellem United States Air Force og United States Navy, derfor benyttede man ordet "joint" (fællesværns) i JDAM.

## Historie

### Udvikling
U.S. Air Forces bombekampagne under Golfkrigen var mindre effektiv end man havde forventet på grund af manglen på præcisionsbombesystemer der kunne fungere uden hensyntagen til vejrliget. Laserguidede våben viste sig at være ganske fortrinlige under gunstige forhold, men med de betydelige mængder af støv, røg og tåge eller et skydække kunne lasersystemerne have problemer med at guide våbnet hele vejen til målet og risikere at miste målfatningen. Udvikling af en vejrbestandig præcisionsbombe begyndte i 1992. Man overvejede flere forskellige design, blandt andet et radikalt nyt design der benyttede GPS. På dette tidspunkt var der ikke mange GPS-satellitter i brug, og tanken om at bruge satellitnavigation til styring af et våbensystem var uprøvet og kontroversiel. For at identificere de tekniske risici i forhold til et GPS/INS-styret våben, etablerede det amerikanske luftvåben i starten af 1992 et program benævnt “JDAM Operational Concept Demonstration” (OCD) på Eglin Air Force Base. Honeywell, Interstate Electronics Corporation, Sverdrup Technology, og McDonnell Douglas skulle forsøge at hjælpe USAF 46th Test Wing med at demonstrere mulighederne for et GPS-styret våben indenfor en tidsramme på et år. OCD-programmet byggede et GPS/INS-styringssæt og fik det monteret på en bombe som den 10. februar 1993 blev smidt fra en F-16 Fighting Falcon på en afstand af 27 kilometer fra målet. Yderligere fem våbenafleveringer blev foretaget i forskellige vejrforhold, højder og afstande. Systemet havde på disse tests en fejlmargen på maksimalt 11 meter.
De første JDAM-sæt blev leveret i 1997 og blev testet i 1998 og 1999. Under disse tests blev over 450 bomber kastet og udviste en driftssikkerhed på 95 procent med en offentliggjort nøjagtighed på under 10 meter. Foruden de kontrollerede tests blev systemet også testet under operative forhold, hvor de blev smidt igennem skyer, i regn og sne uden at nøjagtigheden blev dårligere i forhold til de kontrollerede tests.
Derudover blev der lavet forsøg med et større antal bomber hvor hver enkelt bombe havde et individuelt mål.
Stealthbombeflyet B-2 Spirit havde dets ilddåb under Operation Allied Force i 1999. B-2'erne fløj 30-timers nonstop returflyvninger fra Whiteman Air Force Base i Missouri og afleverede mere end 650 JDAMs under Allied Force. En artikel offentliggjort i et militært magasin i 2002 berettede at "under Operation Allied Force ... smed B-2'ere 651 JDAMs med 96% driftssikkerhed og af disse ramte 87% af de ønskede mål..." På grund af den operative succes med den originale JDAM, blev programmet fra 1999 udvidet til også at omfatte sæt til de mindre 227 kg Mark 82- og 454 kg Mark 83-bomber. Som et resultat af erfaringerne fra Operation Enduring Freedom og Operation Iraqi Freedom, forsøgte både US Navy og US Air Force at forbedre systemerne med blandt andet forbedret GPS-nøjagtighed og et præcisionssystem til brug mod bevægelige mål.
JDAM-bomber er billige i forhold til de nuværende alternativer såsom eksempelvis krydsermissiler. Den oprindelige pris for præcisionssættet var 40.000 dollar, men efter en udbudsrunde blev der tegnet kontrakt med McDonnell Douglas (senere Boeing) for en pris på 18.000 dollar pr styk. Stykprisen er sidenhen steget til 21.000 i 2004 og 27.000 i 2011. Til sammenligning koster det nyeste Tomahawk krydsermissil næsten 730.000 dollar.

### Operativ brug
Våbnets målsøgning foregår gennem et GPS-assisteret inertinavigation (INS) hvor navigationssystemet beregner kursen og afstand til målet og styrefinnerne i halen retter glidebanen ind. Navigationssystemet får sine udgangsoplysninger fra flyet hvortil det er tilknyttet. Flyets systemer overfører position, hastighed og flyveretning til våbnet. Målkoordinaterne kan indlæses på landjorden før afgang, manuelt under flyvning af besætningen, via et datalink eller fra LITENING II- og Sniper- sensorpods. I sin mest nøjagtige tilstand har et JDAM-system en nøjagtighed på fem meter eller bedre via GPS. Hvis GPS-signalet bliver jammet eller tabt kan JDAM stadig opnå en træfsikkerhed på mindst 30 meter hvis bombens fritflyvningsperiode er på 100 sekunder eller mindre.
Introduktionen af GPS-guidede våben har betydet store forbedringer indenfor luftangreb. Den første forbedring er en reelt kapacitet til at kæmpe i alt slags vejr siden GPS ikke bliver påvirket af regn, skyer, røg, tåge eller andre menneskeskabte sløringsmetoder. Tidligere præcisionsvåben benyttede søgere der afhang af infrarødt lys, dagslys eller en refleksionen af en laserstråle for at kunne "se" målet på landjorden. Disse målsøgere var ikke effektive når målet var skjult af tåge, lavtliggende skyer eller regn (som var et problem i Kosovo) eller røg og støv (som i Irakkrigen).
Den anden store forbedring er det udvidede område hvori flyet kan aflevere våben og ramme målet. Præcisionsbomber med lasersøgere, som eksempelvis Paveway I, II eller III, er afhængige af at kunne følge en laserstråle fra et et måludpegningssystem hele vejen mod målet. Dette lægger store begrænsninger på flyets manøvreevne efter våbnet er kastet da måludpegningssystemet på flyet hele tiden skal have frit udsyn til målet for at kunne belyse målet. Disse manøvrerestriktioner er lempet i andre systemer såsom GBU-15 eller AGM-130 hvor en våbenoperatør i flyet manuelt kan styre våbnet mod målet. For at kunne styre våbnet kræver det et datalink mellem våbnet og flyet hvilket betyder at flyet må forblive i området mens det kontrollerer bomben og dermed kan gøre sig sårbar overfor fjendtlig ild. Siden et GPS-baseret våbensystem kender sin udgangsposition og sit mål kan det selv justere sin bane så det rammer målet. Dette gør det muligt for den våbenafleverende platform at engagere et mål på lang afstand uden selv at kunne se målet og ikke være afhængig af at skulle forblive i området for at sikre fortsat måludpegning.
En tredje forbedring er kapaciteten til at skræddersy en glidebane for våbnet der kan tage hensyn til andre forhold end bare at ramme målet. Glidebanen kan planlægges således at et mål træffes fra en bestemt retning og vinkel. Dette giver mulighed for at kontrollere sprængningen af bomben så den eksplosive kraft rettes væk fra civile mål i nærheden, at kunne maksimere sprængningens effekt på målet eller at kunne vildlede fjenden ved at komme fra en anden retning end det våbenafleverende fly. GPS giver også en nøjagtig tidsangivelse til alle involverede systemer. Dette gør det muligt at planlægge et angreb med flere våben der rammer målet på præcis samme tid eller med forud fastlagte tidspunkter eller intervaller.
På trods af deres præcision, er der også risici ved brugen af JDAM. Den 5. december 2001 blev en JDAM kastet af en B-52 Stratofortress over Afghanistan og var tæt på at dræbe Hamid Karzai, imens han førte Afghan National Army-styrker nær Sayd Alim Kalay sammen med et US Army Special Forces SOF-hold. En større gruppe Talibankrigere havde engageret de to styrker og var tæt på at løbe dem over ende. Den amerikanske leder anmodede derfor om nærstøtte til at nedkæmpe fjenden og standse hans fremrykning. En JDAM blev efterfølgende kastet fra bombeflyet, men ramte de afghansk-amerikanske stillinger og dræbte tre og sårede 20 mand. En undersøgelse af træfningen viste at den amerikanske Forward Air Controller (FAC) havde skiftet batterierne i sit GPS-udstyr under kampene. Udstyret havde af denne grund nulstillet indstillingerne i sit GPS-udstyr som derfor viste udstyrets egen position. FAC'en opdagede ikke denne fejl og anmodede derfor om et luftangreb på sin egen position med store konsekvenser.
Det filippinske luftvåben benytter sig også af JDAMs på deres S-211 kampfly og de lette OV-10 Bronco nærstøttefly. I perioden 2010-2012 foretog de forskellige luftangreb i Mindanao med JDAM. Den 21. marts 2012, angreb to OV-10 Broncos en Abu Sayyaf-højborg i Mindanao og dræbte to af organisationens højest placerede ledere USA har bekræftet at de har solgt 22 JDAM-sæt til det filippinske luftvåben.

### Opgraderinger
Erfaringer gjort under Operation Enduring Freedom og Operation Iraqi Freedom betød at det amerikanske luftvåbens planlæggere forsøgte at få nye teknologier presset ind i systemet, blandt andet muligheden for at få et få en lasersøger i JDAM-systemet. Laser JDAM (forkortet LJDAM), som denne opgradering er benævnt tilføjer et lasersøgehoved til systemet, herved får man muligheden for at engagere bevægelige mål med LJDAM. Lasersøgehovedet er et samarbejde mellem Boeings Forsvars-, Rum- og Sikkerhedsafdeling og Israels Elbit Systems. Boeing kalder systemet for Precision Laser Guidance Set (PLGS) og består af selve søgehovedet, herefter betegnet DSU-38/B samt en kabelbro under bomben der forbinder DSU-38/B med halesektionen. I 2004 begyndte U.S. Air Force at teste JDAM-lasermåludpegningssystemet - disse tests viste at systemet er i stand til at målfatte og nedkæmpe bevægelige mål. På trods af tilføjelsen af lasersystemet er det stadig muligt kun at benytte GPS/INS-styringen alene.
Den 11. juni 2007, offentliggjorde Boeing at man havde indgået en kontrakt til en værdi af 28 millioner dollar med U.S. Air Force for leveringen af 600 lasersøgehoveder (400 til luftvåbnet og 200 til flåden) inden juni 2009. Ifølge Boeinggruppen har F-16 Fighting Falcons og F-15 Strike Eagles smidt 12 stk. 224 kg LJDAMs der alle ramte hurtiggående og mobile mål på landjorden. Ved at benytte et måludpegningssystem om bord på flyene kunne de selv måludpege og guide LJDAM til sit mål. Foruden LJDAM-systemerne er Boeing også på kontrakt for US Navy i færd med at udvikle et antijamming-system. Dette system er benævnt som det integrerede GPS Anti-Jamming System (IGAS).
Boeing bekendtgjorde den 15. september 2008 at man havde foretaget prøveflyvninger med LJDAM ophængt på en B-52H.
GBU-54 LJDAM blev kastet for første gang i kamp den 12. august 2008 da en F-16 fra den amerikanske 77th Fighter Squadron engagerede et køretøj i Diyala-provinsen. Derudover fik også GBU-54 LJDAM sin kampdebut på den afghanske kampskueplads i oktober 2010.
I september 2012, begyndte Boeing den kommercielle produktion af Laser JDAM for US Navy og parterne underskrev en kontrakt for mere end 2.300 sæt.
Den 24. juli 2008 underskrev Tyskland en kontrakt med Boeing og blev dermed den første internationale køber af LJDAM. Levering af systemet til Luftwaffe begyndte medio 2009. Kontrakten inkluderede også en option på køb af yderligere sæt i 2009.
I november 2014 begyndte U.S. Air Force udviklingen af en ny version af GBU-31 JDAM der skulle kunne spore og målsøge på eventuel GPS-jamming der har til formål at at afbryde eller snyde bombens GPS-system. Dette system fungerer på samme måde som et antiradarmissil der følger et radiosignal til kilden for at nedkæmpe den.

### JDAM med udvidet rækkevidde
I 2006 testede den australske Defence Science and Technology Organisation i samarbejde med Boeing Australia JDAM med udvidet rækkevidde på forskellige bombevarianter ved Woomera skydeområde i South Australia.
I 2009, offentliggjorde Boeing at man ville samarbejde med Sydkorea om udviklingen af Joint Direct Attack Munition Extended Range (JDAM-ER). Styringssættet ville tredoble JDAMs rækkevidde til 80 kilometer, give den samme nøjagtighed og kun koste 10.000 amerikanske dollar per sæt.
Styrevingerne på de australske JDAM-ER skal bygges af Ferra Engineering. De første tests blev foretaget i 2013 og en reel produktion forventes at starte i 2015.

## Integration på våbenplatforme

### Nuværende
JDAM kan pt. benyttes af følgende fly:
- A-4 Skyhawk
- AV-8B Harrier II
- A-10 Thunderbolt II
- AMX International AMX
- B-1B Lancer
- B-2A Spirit
- B-52H Stratofortress
- F-15E Strike Eagle
- F-16C Fighting Falcon
- F/A-18A+/A++/C/D Hornet/CF-18 Hornet
- F/A-18E/F Super Hornet
- F-22 Raptor
- F-35 Lightning II
- MQ-9 Reaper
- Mitsubishi F-2
- Panavia Tornado
- Dassault Mirage F1
- Saab JAS 39 Gripen
- A-29 Super Tucano[17]
- KAI FA-50

### Pensionerede fly
JDAM var desuden kompatibel med følgende fly:
- F-14A/B/D Tomcat
- F-117 Nighthawk
- S-3 Viking

### Bomber
- 2.000 pund (907 kg):
  - GBU-31(V)1/B Mk-84
  - GBU-31(V)2/B Mk-84
  - GBU-31(V)3/B BLU-109
  - GBU-31(V)4/B BLU-109
- 1.000 pund (454 kg):
  - GBU-32(V)1/B Mk-83
  - GBU-32(V)2/B Mk-83
  - GBU-35(V)1/B BLU-110
- 500 pund (227 kg):
  - GBU-38/B Mk-82
  - BLU-111
  - GBU-54/B LJDAM (MK-82)

## Brugere
Hvis man ser bort fra systemets primære bruger, USAs militær, har USAs regering godkendt JDAM til eksport til en række lande i et begrænset antal.

### Eksportkunder
- Australien
- Belgien
- Canada Royal Canadian Air Force smed sin første JDAM i 2011 under Operation Mobile.
- Chile
- Danmark
- Egypten
- Filippinerne [8]
- Finland[18]
- Forenede Arabiske Emirater
- Grækenland[19]
- Holland
- Indonesien
- Israel
- Italien[20] Mellem 900-1000 GBU-31 og GBU-32 blev produceret i Italien på licens af Oto Melara for Aeronautica Militare
- Japan(+ LJDAM)
- Malaysia[21]
- Marokko
- Norge
- Oman
- Polen
- Portugal
- Saudi-Arabien[22]
- Singapore
- Spanien[23] Luftvåbnets EAV-8B+ (Kun GBU-38)
- Sydkorea
- Thailand
- Tyrkiet
- Tyskland (Den første eksportkunde for LJDAM)